# فالي فيو اكرس (فيرجينيا الغربية)
فالي فيو اكرس (بالإنجليزية: Valley View Acres, West Virginia)‏ هي منطقة سكنية تقع في الولايات المتحدة في مقاطعة وود.  يقدر عدد سكانها   وترتفع عن سطح البحر 249.94 متر.